# Walter Hood Fitch

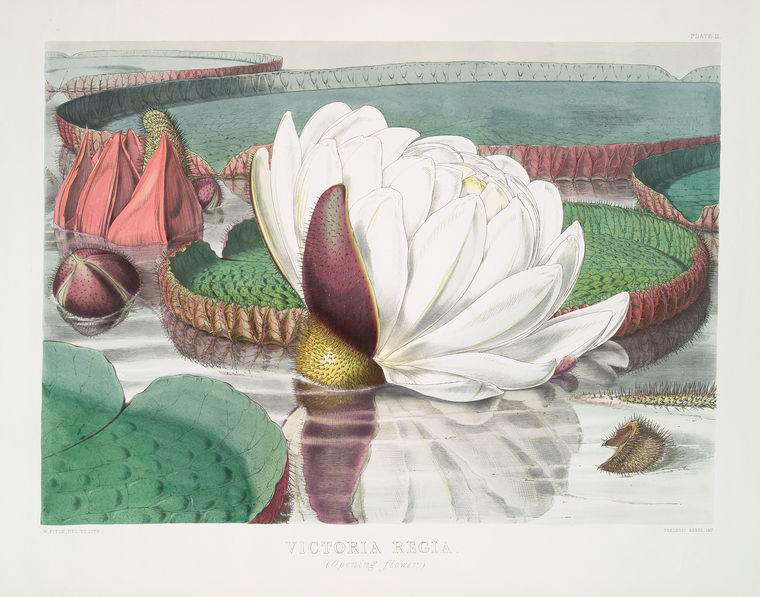
Vitória régia (Victoria amazonica) uma das ilustrações de Walter Hood Fitch.

Walter Hood Fitch (Glasgow, Escócia, 28 de fevereiro de 1817 - Kew, Inglaterra, 14 de janeiro de 1892) foi um botânico escocês.
Foi um dos artistas botânicos mais produtivos da era vitoriana e um dos mais talentosos, executou cerca de 10.000 desenhos para várias publicações, incluindo 2,7 mil para o Curtis's Botanical Magazine.